# Krzyżowa (powiat bolesławiecki)
Krzyżowa (niem. Lichtenwaldau) – wieś w Polsce, położona w województwie dolnośląskim, w powiecie bolesławieckim, w gminie Gromadka.
W latach 1975–1998 wieś należała administracyjnie do województwa legnickiego.

## Położenie
Wieś otoczona jest Borami Dolnośląskimi – od północy i zachodu obręb leśny Wierzbowa (Nadleśnictwo Chocianów), od wschodu obręb Chojnów (Nadleśnictwo Złotoryja).
Wieś leży przy rozgałęzieniu autostrady A4 (E40) i A18 (E36). Nazwę "Krzyżowa" otrzymał węzeł autostradowy, który łączy obydwie te trasy.

## Nazwa
Nazwa wsi wywodzi się od polskiej nazwy "krzyż". Śląski pisarz Konstanty Damrot w swojej pracy o śląskim nazewnictwie z 1896 roku wydanej w Bytomiu wymienia dwie nazwy: obecnie obowiązującą, polską "Krzyżowa" oraz niemiecką "Lichtenwaldau". Podaje także te dwie nazwy zanotowane w łacińskim dokumencie z 1207 roku - Crzyzowa alias Lichtenwald. Miejscowość jest przykładem na podwójne nazewnictwo związane z napływem w średniowieczu na teren Śląska niemieckich osadników.

## Integralne części wsi
| SIMC    | Nazwa | Rodzaj    |
| ------- | ----- | --------- |
| 1004000 | Zając | część wsi |

## Historia
Początki wsi związane są z rozwojem na tym terenie państwa polskiego. Obok funkcjonującej w tym miejscu wsi o nazwie Crzyzowa niemieccy kolonizatorzy w XIII wieku utworzyli własne osiedle. W dokumentach wieś jest wzmiankowana w roku 1371.
W Krzyżowej znajdują się zakłady przemysłu zbożowego "Młynpol".

## Zabytki
Na listę zabytków Narodowego Instytutu Dziedzictwa wpisany jest kościół, obecnie cmentarny pw. Świętej Trójcy, z XV w., przebudowany w XIX/XX w.